# Peter Epstein
Peter Coleman Epstein (Eugene (Oregon), 18 januari 1967) is een Amerikaanse jazzsaxofonist en hoogleraar.

## Biografie
Epstein leerde in zijn jeugd klarinet van zijn vader Ed Epstein, die saxofoon speelde, maar in zijn tienerjaren het instrument van zijn vader oppakte en in ensembles van de middelbare school speelde. Tijdens zijn studie aan het California Institute of the Arts studeerde Epstein improvisatie en compositie bij bassist Charlie Haden, fluitist James Newton en klarinettist John Carter en verkende hij tegelijkertijd West-Afrikaanse muziek en dans, Noord- en Zuid-Indiase klassieke muziek en Balkan-volksmuziek. Hij studeerde in 1992 af aan het California Institute of the Arts met een graad in muziek, verhuisde vervolgens naar Brooklyn (New York) en is sindsdien op meer dan 50 opnamen verschenen. Hij toerde in meer dan 20 landen met artiesten zoals Ralph Alessi, Michael Cain, Scott Colley, James Carney, Jerry Granelli, Carola Gray, Paolo Jaoa, Pete McCann, Bobby Previte, Brad Shepik en Marcelo Zarvos.
Epstein is een van de oprichters van de School for Improvisational Music in New York en heeft talloze workshops gegeven aan universiteiten, conservatoria en muziekfestivals in de Verenigde Staten (Eastman School of Music, California Institute of the Arts, New England Conservatory of Music) en de wereld (Nepal, India, Slovenië, Polen, Zweden, Duitsland, Portugal, Colombia). Hij behaalde zijn Master of Music Degree in Saxophone Performance aan de University of Nevada, Reno in 2004. Sinds 2007 is Epstein directeur van Jazz & Improvisational Music en Associate Professor of Jazz Saxophone bij UNR.

## Discografie
- 1997: Staring at the Sun (M.A. Recordings)
- 1999: The Invisible (M.A. Recordings)
- 1999: Solus (M.A. Recordings)
- 2001: Old School (M.A. Recordings)
- 2005: Lingua Franca - met Brad Shepik en Matt Kilmer (Songlines)
- 2010: Abstract Realism (Origin Records)
- 2014: Polarities (Songlines)

### Sideman en samenwerkingen
Met Carola Grey
- 1992: Noisy Mama (Jazzline)
- 1994: The Age of Illusions (Jazzline)

Met Miroslav Tadic
- 1993: Without Words (M.A. Recordings)

Met Marcelo Zarvos
- 1993: Dualism (M.A. Recordings)
- 1997: Labyrinths (M.A. Recordings)
- 2000: Music Journal (M.A. Recordings)

Met James Carney
- 1997: Offset Rhapsody (Jacaranda Records)
- 2007: Green-Wood (Songlines)
- 2009: Ways & Means (Songlines)

Met Brad Shepik
- 1997: The Loan (Songlines)
- 2000: The Well (Songlines)

Met Michael Cain en Ralph Alessi 
- 1997: Circa (ECM)
- 2000: Phfew (M.A. Recordings)

Met Pete McCann
- 1997: Parable (Palmetto Records)
- 2000: You Remind Me of Someone (Palmetto Records)

Met Jerry Granelli
- 1998: Enter, A Dragon (Songlines)
- 1999: Crowd Theory (Songlines)

Met Joao Paolo
- 1999: O Exilio (M.A. Recordings)
- 1999: Almas (M.A. Recordings)
- 2001: Esquina (M.A. Recordings)

Met Tronzo/Granelli/Epstein
- 1999: Crunch (Love Slave)

Met Chris Dhalgren
- 2000: Best Intentions (Koch Jazz)

Met Chris Woodson's Elipsis
- 2000: Control and Resistance (Cuneiform Records)

Met Chris Parker
- 2003: Late in Lisbon (OA2 Records)

Met The Collective - University of Nevada Jazz Studies Faculty Ensemble
- 2001: North
- 2003: Boats
- 2006: Balance
- 2008: Once and Again

Met The Gadfly
- 2009: Bug (Origin Records)

Met EEA - Peter Epstein, Larry Engstrom, David Ake
- 2010: The Dark (Origin Records)

Met Epstein Alliance
- 2012: Epstein Alliance

Met Chris Clark Quintet
- 2012: Cedar Wisely (Songlines)

Met David Ake
- 2013: Bridges (Posi-Tone)
- 2015: Lake Effect (Posi-Tone)

- Bibliothèque nationale de France: cb16719533x (data)
- Gemeinsame Normdatei: 135027748
- International Standard Name Identifier: 0000 0000 7148 7718
- Library of Congress Control Number: no00097293
- MusicBrainz: 8275ee94-796f-4154-a3ed-7633c83b074c
- Virtual International Authority File: 69316668
- WorldCat: E39PBJgXfwkQjPycQCb7rgy8G3